# Felicity Palmer
Pour les articles homonymes, voir Palmer.
Felicity Palmer, née le 6 avril 1944 à Cheltenham, est une soprano anglaise.

## Biographie
Elle étudie le chant, l'oratorio et l'opéra à la Guildhall School of Music de Londres. En 1970 elle obtient le prix Kathleen Ferrier Memorial et débute en 1973 sur scène dans le rôle de Suzanne dans les Noces de Figaro de Mozart. Elle fait une tournée avec l'Orchestre symphonique de la BBC la même année.